# VSAT
VSAT (z ang. Very Small Aperture Terminal) – technika telekomunikacji opracowana w latach 80 XX w. w Stanach Zjednoczonych Ameryki, wykorzystująca antenę paraboliczną. Satelitarny system przesyłu informacji. Wykorzystuje m.in. standard DVB-RCS (Digital Video Broadcasting - Return Channel System), pozwalający na przekaz sygnału telewizyjnego opartego na systemie DVB. Umożliwia nadawanie sygnału za pośrednictwem satelity, cyfrowego sygnału telewizyjnego, cyfrowego sygnału radiowego DAB przez jedną naziemną stację przekaźnikową nawet kilkuset tysiącom użytkowników. Dzięki temu koszty przekazu są mniejsze. Very Small Aperture Terminal jest używany także w łączności wojskowej.